# Sezon snookerowy 2016/2017
Sezon snookerowy 2016/2017 – seria turniejów snookerowych rozgrywanych między 5 maja 2016 a 1 maja 2017 roku.

## Gracze
W sezonie 2016/2017 zagrało 128 profesjonalnych zawodników. 64 zawodników z rankingu zarobkowego na koniec poprzedniego sezonu. Kolejne 30 miejsc zostało obsadzonych z automatu graczami, który w zeszłym roku otrzymali kartę gry na dwa lata. Osiem kolejnych miejsc uzupełnili najlepsi gracze z rankingu europejskich turniejów PTC (European Tour Order of Merit), którzy nie zakwalifikowali się do gry z innej listy. Dwóch najlepszych z cyklu azjatyckich turniejów PTC (Asian Tour Order of Merit), którzy nie zakwalifikowali się do gry z innej listy. Kolejne dwa miejsca zostały obsadzone zawodnikami z EBSA Qualifying Tour Play-Offs, i kolejne osiem miejsc dla najlepszych zawodników z Q School. Reszta miejsc dla zawodników z turniejów amatorskich i nominowanych dziką kartą.
|  | Międzynarodowe mistrzostwa: 1. Mistrzostwa Świata w snookerze IBSF: Zhao Xintong 2. Mistrzostwa Świata w snookerze IBSF do lat 21 zwycięzca: Boonyarit Keattikun 3. Mistrzostwa Europy w snookerze EBSA zwycięzca: Jak Jones 4. Mistrzostwa Europy w snookerze EBSA do lat 21 zwycięzca Josh Boileau 5. Mistrzostwa Azji w snookerze ACBS zwycięzca: Kritsanut Lertsattayathorn 6. Mistrzostwa Azji w snookerze ACBS do lat 21 zwycięzca: Wang Yuchen Nominacje: 1. Australijska nominacja: Kurt Dunham 2. Chińska nominacja 1: Rouzi Maimaiti 3. Chińska nominacja 2: Mei Xiwen European Tour Order of Merit 1. Thor Chuan Leong 2. Lee Walker 3. Mitchell Mann 4. Aditya Mehta 5. Scott Donaldson 6. Hammad Miah 7. Anthony Hamilton 8. Liam Highfield | EBSA Qualifying Tour Play-Offs 1. Sam Craigie 2. Elliot Slessor Asian Tour Order of Merit 1. Leo Fernandez 2. Zhang Anda Q School 1. Fang Xiongman 2. Christopher Keogan 3. Cao Yupeng 4. Chen Zhe 5. Michael Georgiou 6. John Astley 7. Alex Borg 8. David John Order of Merit 1. Craig Steadman 2. Jamie Barrett 3. Ian Preece 4. Adam Duffy Specjalne nominacje: 1. James Wattana 2. Yan Bingtao |

## Kalendarz
Kalendarz najistotniejszych (w szczególności rankingowych) turniejów snookerowych w sezonie 2016/2017.

| Daty  | Daty  | Gospodarz         | Nazwa turnieju              | Miejsce                               | Miasto     | Zwycięzca         | Drugie miejsce    | Wynik |
| ----- | ----- | ----------------- | --------------------------- | ------------------------------------- | ---------- | ----------------- | ----------------- | ----- |
| 05.05 | 08.05 | Austria           | Vienna Snooker Open         | 15 Reds Köö Wien Snooker Club         | Wiedeń     | Peter Ebdon       | Mark Davis        | 5-1   |
| 08.06 | 12.06 | Anglia            | Pink Ribbon                 | The Capital Venue                     | Gloucester | Jamie Jones       | David Grace       | 4-3   |
| 12.06 | 18.06 | Chiny             | China Professional Tour     |                                       | Fuzhou     | Zhang Anda        | Zhou Yuelong      | 5-1   |
| 22.06 | 24.06 | Łotwa             | Riga Masters                | Arena Riga                            | Ryga       | Neil Robertson    | Michael Holt      | 5-2   |
| 05.07 | 09.07 | Indie             | Indian Open                 | HICC Novotel Hotel                    | Hajdarabad | Anthony McGill    | Kyren Wilson      | 5-2   |
| 25.07 | 31.07 | Chiny             | World Open                  | Yushan No.1 Middle School             | Yushan     | Allister Carter   | Joe Perry         | 10-8  |
| 25.08 | 28.08 | Niemcy            | Paul Hunter Classic         | Stadthalle                            | Fürth      | Mark Selby        | Tom Ford          | 4-2   |
| 05.09 | 10.09 | Tajlandia         | Six-red World Championship  | Bangkok Convention Center             | Bangkok    | Ding Junhui       | Stuart Bingham    | 8-7   |
| 19.09 | 25.09 | Chiny             | Shanghai Masters            | Shanghai Grand Stage                  | Szanghaj   | Ding Junhui       | Mark Selby        | 10-6  |
| 03.10 | 09.10 | Rumunia           | European Masters            | Circul Globus                         | Bukareszt  | Judd Trump        | Ronnie O’Sullivan | 9-8   |
| 10.10 | 16.10 | Anglia            | English Open                | EventCity                             | Manchester | Liang Wenbo       | Judd Trump        | 9-6   |
| 10–17 | 10–21 | Chiny             | Haining Open                | Haining Sports Center                 | Haining    | Matthew Selt      | Li Hang           | 5–3   |
| 23.10 | 30.10 | Chiny             | International Championship  | Baihu Media Broadcasting Centre       | Daqing     | Mark Selby        | Ding Junhui       | 10-1  |
| 01.11 | 05.11 | Chiny             | China Championship          | Guangzhou Sports Venue No.2           | Guangzhou  | John Higgins      | Stuart Bingham    | 10-7  |
| 07.11 | 12.11 | Anglia            | Champion of Champions       | Ricoh Arena                           | Coventry   | John Higgins      | Ronnie O’Sullivan | 10-7  |
| 14.11 | 20.11 | Irlandia Północna | Northern Ireland Open       | Titanic Belfast                       | Belfast    | Mark King         | Barry Hawkins     | 9-8   |
| 22.11 | 04.12 | Anglia            | UK Championship             | Barbican Centre                       | York       | Mark Selby        | Ronnie O’Sullivan | 10-7  |
| 12.12 | 18.12 | Szkocja           | Scottish Open               | Emirates Arena                        | Glasgow    | Marco Fu          | John Higgins      | 9-4   |
| 15.01 | 22.01 | Anglia            | Masters                     | Alexandra Palace                      | Londyn     | Ronnie O’Sullivan | Joe Perry         | 10-7  |
| 01.02 | 05.02 | Niemcy            | German Masters              | Tempodrom                             | Berlin     | Anthony Hamilton  | Allister Carter   | 9-6   |
| 06.02 | 12.02 | Anglia            | World Grand Prix            | Preston Guild Hall                    | Preston    | Barry Hawkins     | Ryan Day          | 10–7  |
| 13.02 | 19.02 | Walia             | Welsh Open                  | Motorpoint Arena                      | Cardiff    | Stuart Bingham    | Judd Trump        | 9-8   |
| 23.02 | 26.02 | Anglia            | Shoot Out                   | Watford Colosseum                     | Watford    | Anthony McGill    | Xiao Guodong      | 1-0   |
| 02.01 | 02.03 | Anglia            | Championship League         | Ricoh Arena                           | Coventry   | John Higgins      | Ryan Day          | 3-0   |
| 03.03 | 05.03 | Gibraltar         | Gibraltar Open              | Tercentenary Sports Hall              | Gibraltar  | Shaun Murphy      | Judd Trump        | 4-2   |
| 06.03 | 12.03 | Walia             | Players Championship        | Venue Cymru                           | Llandudno  | Judd Trump        | Marco Fu          | 10-8  |
| 22.03 | 24.03 | Anglia            | Mistrzostwa Świata Seniorów | Baths Hall                            | Scunthorpe | Peter Lines       | John Parrott      | 4-0   |
| 27.03 | 02.04 | Chiny             | China Open                  | Beijing University Students Gymnasium | Pekin      | Mark Selby        | Mark Williams     | 10-8  |
| 15.04 | 01.05 | Anglia            | Mistrzostwa Świata          | Crucible Theatre                      | Sheffield  | Mark Selby        | John Higgins      | 18-15 |

| Turnieje rankingowe                        |
| Inne turnieje, nierankingowe               |
| Turnieje profesjonalno-amatorskie (Pro-am) |
| Inne ważne turnieje nierankingowe          |

## Przyznawane nagrody pieniężne w turniejach
| Nazwa turnieju             | O 148 | O 128 | O 96 | O 80   | O 64   | O 48    | O 32    | O 16    | Ćwierćfinał | Półfinał | Finalista | Zwycięzca |
| -------------------------- | ----- | ----- | ---- | ------ | ------ | ------- | ------- | ------- | ----------- | -------- | --------- | --------- |
| Riga Masters               | –     | £0    | –    | –      | £525   | –       | £1 050  | £2 250  | £4 500      | £11 250  | £18 750   | £37 500   |
| Indian Open                | –     | £0    | –    | –      | £2 000 | –       | £3 000  | £6 000  | £9 000      | £13 500  | £25 000   | £50 000   |
| World Open                 | –     | £0    | –    | –      | £4 000 | –       | £6 500  | £8 000  | £12 500     | £21 000  | £40 000   | £90 000   |
| Paul Hunter Classic        | –     | £0    | –    | –      | £525   | –       | £900    | £1 725  | £3 000      | £4 500   | £9 000    | £18 750   |
| Shanghai Masters           | –     | £0    | £500 | –      | £2 000 | £3 000  | £6 000  | £8 000  | £12 000     | £19 500  | £35 000   | £85 000   |
| European Masters           | –     | £0    | –    | –      | £1 312 | –       | £2 625  | £4 500  | £8 250      | £13 125  | £26 250   | £56 250   |
| English Open               | –     | £0    | –    | –      | £2 500 | –       | £3 500  | £6 000  | £10 000     | £20 000  | £30 000   | £70 000   |
| International Championship | –     | £0    | –    | –      | £4 000 | –       | £7 000  | £12 000 | £17 500     | £30 000  | £65 000   | £125 000  |
| Northern Ireland Open      | –     | £0    | –    | –      | £2 500 | –       | £3 500  | £6 000  | £10 000     | £20 000  | £30 000   | £70 000   |
| UK Championship            | –     | £0    | –    | –      | £5 000 | –       | £10 000 | £15 000 | £22 500     | £35 000  | £75 000   | £170 000  |
| Scottish Open              | –     | £0    | –    | –      | £2 500 | –       | £3 500  | £6 000  | £10 000     | £20 000  | £30 000   | £70 000   |
| German Masters             | –     | £0    | –    | –      | £1 500 | –       | £3 000  | £3 750  | £7 500      | £15 000  | £26 250   | £60 000   |
| World Grand Prix           | –     | –     | –    | –      | –      | –       | £5 000  | £7 500  | £12 500     | £20 000  | £40 000   | £100 000  |
| Welsh Open                 | –     | £0    | –    | –      | £2 500 | –       | £3 500  | £6 000  | £10 000     | £20 000  | £30 000   | £70 000   |
| Shoot-Out                  | –     | £0    | –    | –      | £500   | –       | £1 000  | £2 000  | £4 000      | £8 000   | £16 000   | £32 000   |
| Gibraltar Open             | –     | £0    | –    | –      | £525   | –       | £900    | £1 725  | £3 000      | £4 500   | £9 000    | £18 750   |
| Players Championship       | –     | –     | –    | –      | –      | –       | –       | £10 000 | £15 000     | £30 000  | £50 000   | £125 000  |
| China Open                 | –     | £0    | –    | –      | £4 000 | –       | £6 500  | £8 000  | £12 500     | £21 000  | £35 000   | £85 000   |
| Mistrzostwa Świata         | £0    | –     | –    | £8 000 | –      | £12 000 | £16 000 | £25 000 | £37 500     | £75 000  | £160 000  | £375 000  |